# Horst Bonnet
Horst Gustav Franz Bonnet (* 8. März 1931 in Berlin; † 10. Januar 2006 ebenda) war ein deutscher Musiktheater- und Filmregisseur.

## Leben und Werk
Horst Bonnet wurde als Sohn des Schauspielers Franz Bonnet in Berlin geboren. Bereits im Alter von sechs Jahren wirkte er als Kinderdarsteller in Spielfilmen wie Kinderarzt Dr. Engel (1937) und Pitty (1938) mit. Obwohl er auch später kleinere Rollen in Film- und Fernsehproduktionen erhielt, wie 1953 in dem Film Jacke wie Hose, entschied er sich gegen eine Laufbahn als Schauspieler. Nach seinem Schauspielstudium war Bonnet Regieassistent bei den Theaterregisseuren Bertolt Brecht, Wolfgang Langhoff und Walter Felsenstein. Felsenstein war es auch, der Bonnet an die Komische Oper in Berlin holte. Bonnet inszenierte an mehreren Ostberliner Musiktheatern, an der Volksbühne und am Kabarett Die Distel. Unter seiner Regie entstanden auch die zwei musikalischen DEFA-Filme Salon Pitzelberger für die satirische Kurzfilmreihe Das Stacheltier (1965) und Orpheus in der Unterwelt (1974).
Weil er sich 1968 mit dem Reformsozialismus in der Tschechoslowakei solidarisierte und den Einmarsch des Warschauer Pakts verurteilte, wurde Bonnet verhaftet und zu zweieinhalb Jahren Gefängnis verurteilt. Durch das Engagement renommierter Künstler wie Benjamin Britten und Yehudi Menuhin kam er schon nach 13 Monaten frei. Von 1970 an arbeitete Bonnet an der Deutschen Staatsoper Berlin. An unterschiedlichen DDR-Theatern brachte er Orpheus in der Unterwelt auf die Bühne. Von diesem Werk inszenierte er 1974 auch eine erfolgreiche Operettenverfilmung für die DEFA. Nach der Wende inszenierte er weiter, so an der Deutschen Oper in Berlin.

## Filmografie (Auswahl)
- 1951: Die Meere rufen (Darsteller)
- 1964: Salon Pitzelberger (Regie)
- 1973: Orpheus in der Unterwelt (Regie)

## Theater
Städtische Bühnen Erfurt
- 1955: Eugène Scribe: Ein Glas Wasser
- 1955: Horst Ulrich Wendler: Des Teufels drei goldene Haare
- 1955: Jean Baptiste Molière: Der eingebildete Kranke
- 1955: Jewgenij Schwarz: Die verzauberten Brüder
- 1956: Jacques Offenbach: Orpheus in der Unterwelt
- 1956: Jean-Baptiste Molière: Die Streiche des Scapin
- 1956: Jacques Offenbach: Madame Favart
- 1956: Hans Adler: Meine Nichte Susanne
- 1957: Karel Konstantin: Die Müllerin von Granada

- 1966: Eugène Scribe: Ein Glas Wasser (Volksbühne Berlin)
- 1971: Jules Massenet: Manon (Deutsche Staatsoper Berlin)